# デクスター 幼き者への挽歌
『デクスター 幼き者への挽歌』（デクスター おさなきものへのばんか、英語：Darkly Dreaming Dexter）は、2004年のアメリカ合衆国の犯罪小説。ジェフ・リンジーの初書籍化作品。原書は第8巻まで刊行されているが、邦訳は第3巻まで、第4巻以降は不明である。第1巻『デクスター 幼き者への挽歌』は、2004年にマカヴィティ賞にノミネートされ、2005年にはディリス賞を受賞し、注目された。
主人公デクスターはマイアミ市警の鑑識技官だが、自らの殺人衝動に従い犯罪者達を闇に葬ってゆくという裏の顔を持ったキャラクターとなっている。
2006年から『デクスター 警察官は殺人鬼』としてショウタイムでテレビドラマ化され、シーズン8まで制作された。

## 続編
- Dearly Devoted Dexter
- Dexter in the Dark
- Dexter By Design
- Dexter Is Delicious
- Double Dexter
- Dexter's Final Cut
- Dexter Is Dead

## 日本語版
ヴィレッジブックスから2007年3月に刊行された。2010年5月には第2巻『デクスター 闇に笑う月』、同年10月には第3巻『デクスター 夜の観察者』が刊行される。シリーズを通し、訳者は白石朗である。